# Janastana distinguenda
Janastana distinguenda är en insektsart som beskrevs av Fowler 1900. Janastana distinguenda ingår i släktet Janastana och familjen dvärgstritar. Inga underarter finns listade i Catalogue of Life.